# 骠骑将军
骠骑将军，中国古代高級武官职。
汉武帝元狩二年起开始设置骠骑将军。元狩四年，令官阶、俸禄与大将军等同。东汉以后，各代都有延设，有时加 “骠骑大将军” 。隋朝和唐朝初年，改為府兵制下基層軍府主官，秩正四品。唐顯慶元年改為武散官名「驃騎大將軍」，宋初延之，政和年間廢，明武散階正二品初授「驃騎將軍」。

## 各朝代政權的驃騎將軍

### 西漢
- 霍去病：首位骠骑将军

### 東漢
- 董重
- 皇甫嵩：死後追贈骠骑将军
- 張濟
- 孫權
- 甄嚴

### 魏晉
- 曹洪
- 司马懿
- 劉放
- 孫資
- 刘禅
- 孫秀

### 蜀漢
- 馬超
- 李严
- 吳班
- 胡濟

### 孫吳
- 步骘
- 朱據
- 诸葛诞
- 施绩